# Embassy (película)
Embassy es un telefilme estadounidense de acción y suspenso de 1985, dirigido por Robert Michael Lewis, escrito por John McGreevey, musicalizado por Gerald Fried, en la fotografía estuvo Giuseppe Maccari y los protagonistas son Nick Mancuso, Mimi Rogers y Richard Masur, entre otros. Este largometraje fue producido por The Stan Margolies Company y ABC Circle Films; se estrenó el 21 de abril de 1985.

## Sinopsis
Trata acerca del embajador de Estados Unidos en Roma, este tiene que resguardar los intereses y secretos estadounidenses de la mafia y otros enemigos.